# Dieffenbachia isthmia
Dieffenbachia isthmia är en kallaväxtart som beskrevs av Thomas Bernard Croat. Dieffenbachia isthmia ingår i släktet prickbladssläktet, och familjen kallaväxter. Inga underarter finns listade.